# Albia (Torreon)
Albia es una localidad del suroeste del estado mexicano de Coahuila de Zaragoza, forma parte del municipio de Torreón
Albia constituye la principal población del extenso pero escasamente poblado sector este del municipio de Torreón, que se encuentra aislado geográficamente de la cabecera municipal, se encuentra seco la mayor parte del tiempo debido al clima y el agua que le llega se utiliza para la irrigación de campos agrícolas, la propia Albia es un ejido que aprovecha esta situación.
La principal vía de comunicación de Albia es de la Carretera Torreón-San Pedro.